# Bridgestone Grand Prix of Monterey 2002
Bridgestone Grand Prix of Monterey 2002 var ett race som var den femte deltävlingen i CART World Series 2002. Racet kördes den 9 juni på Laguna Seca Raceway i Monterey, Kalifornien. Cristiano da Matta vann tävlingen, och tog över mästerskapsledningen, en ledning han inte skulle släppa på hela säsongen. Christian Fittipaldi slutade tvåa, precis före Kenny Bräck.

## Slutresultat
| Plats | Förare               | Team                | Grid | Kvaltid  |
| ----- | -------------------- | ------------------- | ---- | -------- |
| 1     | Cristiano da Matta   | Newman/Haas Racing  | 1    | 1.09,473 |
| 2     | Christian Fittipaldi | Newman/Haas Racing  | 5    | 1.10,184 |
| 3     | Kenny Bräck          | Chip Ganassi Racing | 2    | 1.09,575 |
| 4     | Bruno Junqueira      | Chip Ganassi Racing | 3    | 1.09,759 |
| 5     | Patrick Carpentier   | Forsythe Racing     | 6    | 1.10,218 |
| 6     | Scott Dixon          | Chip Ganassi Racing | 9    | 1.10,290 |
| 7     | Townsend Bell        | Patrick Racing      | 10   | 1.10,357 |
| 8     | Jimmy Vasser         | Team Rahal          | 15   | 1.10,612 |
| 9     | Michel Jourdain Jr.  | Team Rahal          | 11   | 1.10,389 |
| 10    | Alex Tagliani        | Forsythe Racing     | 7    | 1.10,269 |
| 11    | Michael Andretti     | Team Motorola       | 19   | 1.11,497 |
| 12    | Tony Kanaan          | Mo Nunn Racing      | 4    | 1.10,043 |
| 13    | Max Papis            | Sigma Autosport     | 17   | 1.10,681 |
| 14    | Shinji Nakano        | Fernández Racing    | 18   | 1.11,319 |
| 15    | Mario Domínguez      | Herdez Competition  | 12   | 1.10,415 |
| 16    | Tora Takagi          | Walker Racing       | 8    | 1.10,288 |
| 17    | Paul Tracy           | Team KOOL Green     | 16   | 1.10,616 |
| 18    | Adrián Fernández     | Fernández Racing    | 13   | 1.10,449 |
| 19    | Dario Franchitti     | Team KOOL Green     | 14   | 1.10,546 |